# Tanker

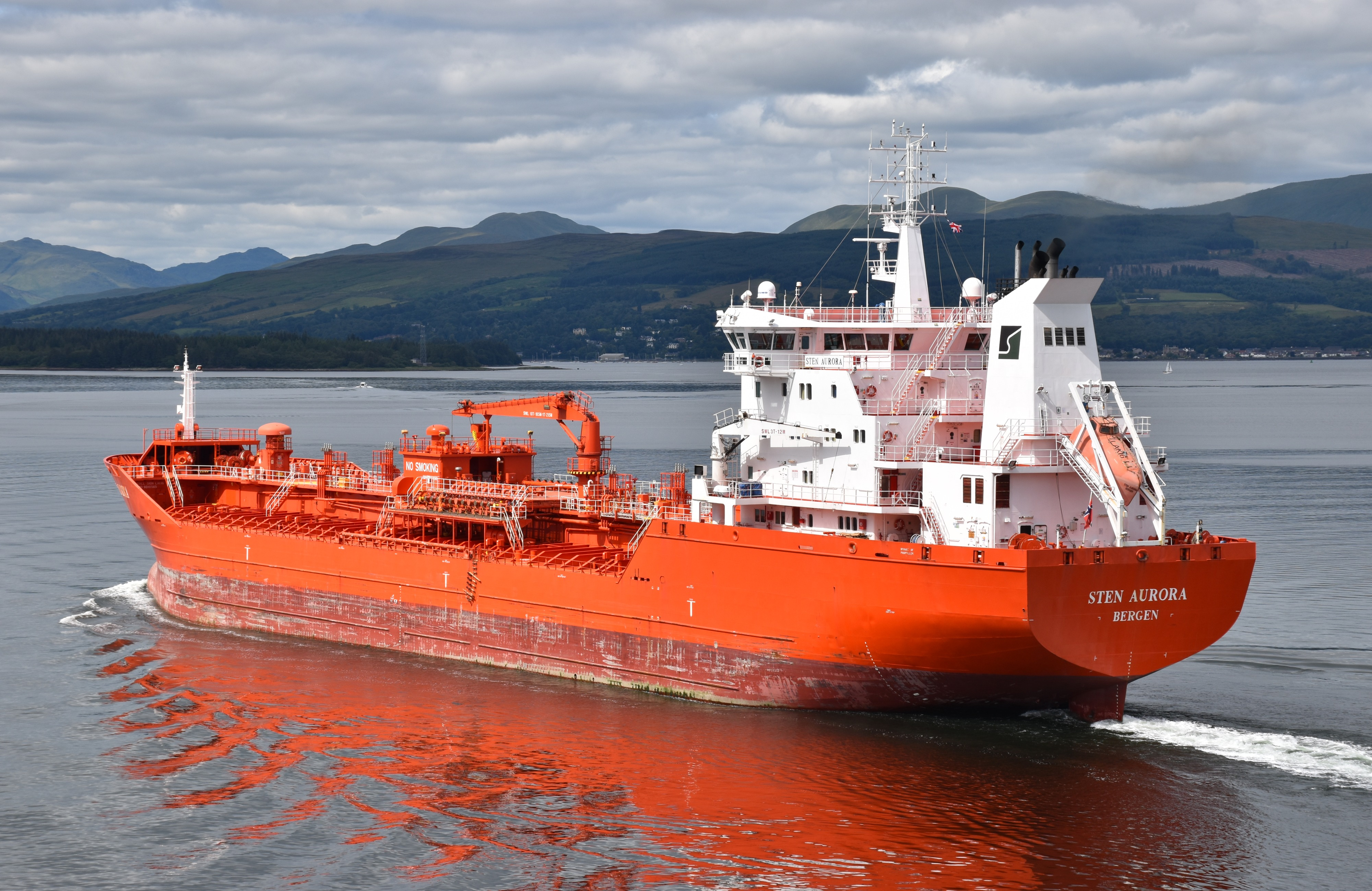
Chemicaliëntanker Sten Aurora op de Firth of Clyde

Een tanker is een schip dat is ingericht voor het vervoer van vloeistoffen of van gas.

## Geschiedenis
In het midden van de 19e eeuw werden steeds meer olievelden geëxploiteerd. Er werd gezocht naar een efficiëntere manier van vervoer dan de tot dan toe gebruikelijke vaten. Schepen met grote tanks werden sinds de jaren '60 van de 19e eeuw gebouwd. In 1872 werd de eerste zeegaande stoomaangedreven tanker gebouwd, de Vaderland, maar de in 1886 gebouwde 3000 ton dwt Glückauf werd bekender. In 1893 liep de Glückauf aan de grond bij Fire Island in de staat New York.
Tussen 1942 en 1945 werden honderden T2-tankers gebouwd in de Verenigde Staten. Na de Tweede Wereldoorlog werden veel van deze schepen van 16.000 ton dwt verkocht aan rederijen over de hele wereld.
Rond 1950 werden kolen door aardolie vervangen als belangrijkste energiebron. Tot die tijd vervoerden olietankers over het algemeen olieproducten, omdat de raffinage over het algemeen dicht bij de olievelden plaatsvond. Door politieke en technische redenen verschoof de raffinage dichter naar de markt. Er kwamen steeds meer tankers, die speciaal waren gebouwd voor het vervoer van ruwe olie. Deze schepen waren eenvoudiger te bouwen en het loonde om steeds grotere schepen te bouwen. In 1959 werd de 114.356 ton dwt Universe Apollo gebouwd, de eerste tanker groter dan 100.000 ton dwt. Door de sluiting van het Suezkanaal in 1967 moesten tankers omvaren via Kaap de Goede Hoop. Hierdoor waren ze niet meer gebonden aan de maximale afmetingen van dit kanaal. Ook was het door de langere afstand gunstiger om grotere schepen te bouwen.
Steeds grotere tankers werden gebouwd, culminerend in de Seawise Giant, met 564.763 ton dwt en een lengte van 458,45 meter het langste schip ooit. De aanduiding voor dergelijke grote tankers is ULCC. De tankers van de Batillus-klasse hadden zelfs een nog grotere capaciteit dan de Seawise Giant. In de praktijk bleken de allergrootste tankers niet geschikt om mee te manoeuvreren en werden ze omgebouwd tot een schip dat niet meer vaart, voor de opslag van aardolie (FSO). Daarna werden ze toch gesloopt.

## Typen

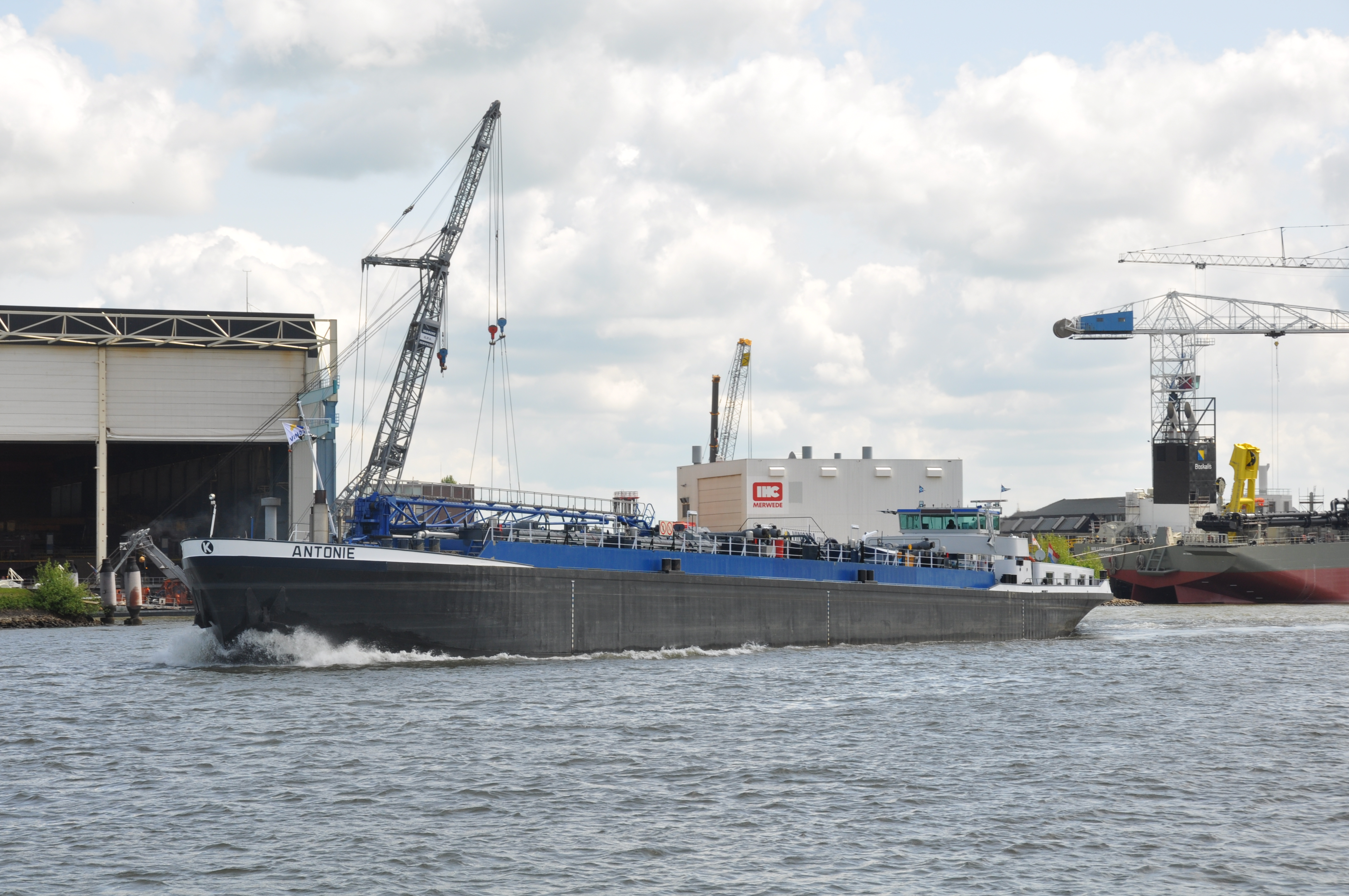
De binnenvaarttanker Antonie komt de Noord uit

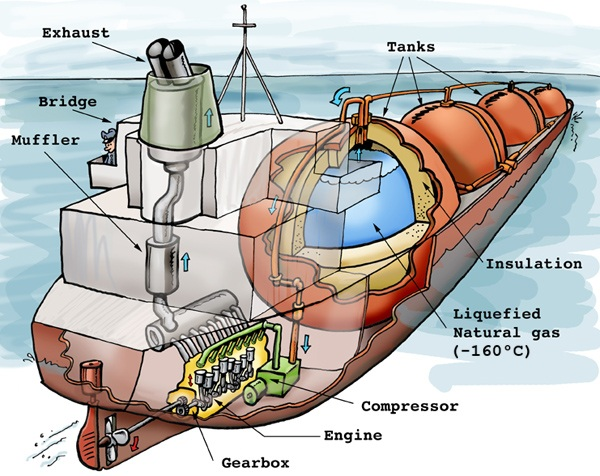
Overzichtstekening van een gastanker

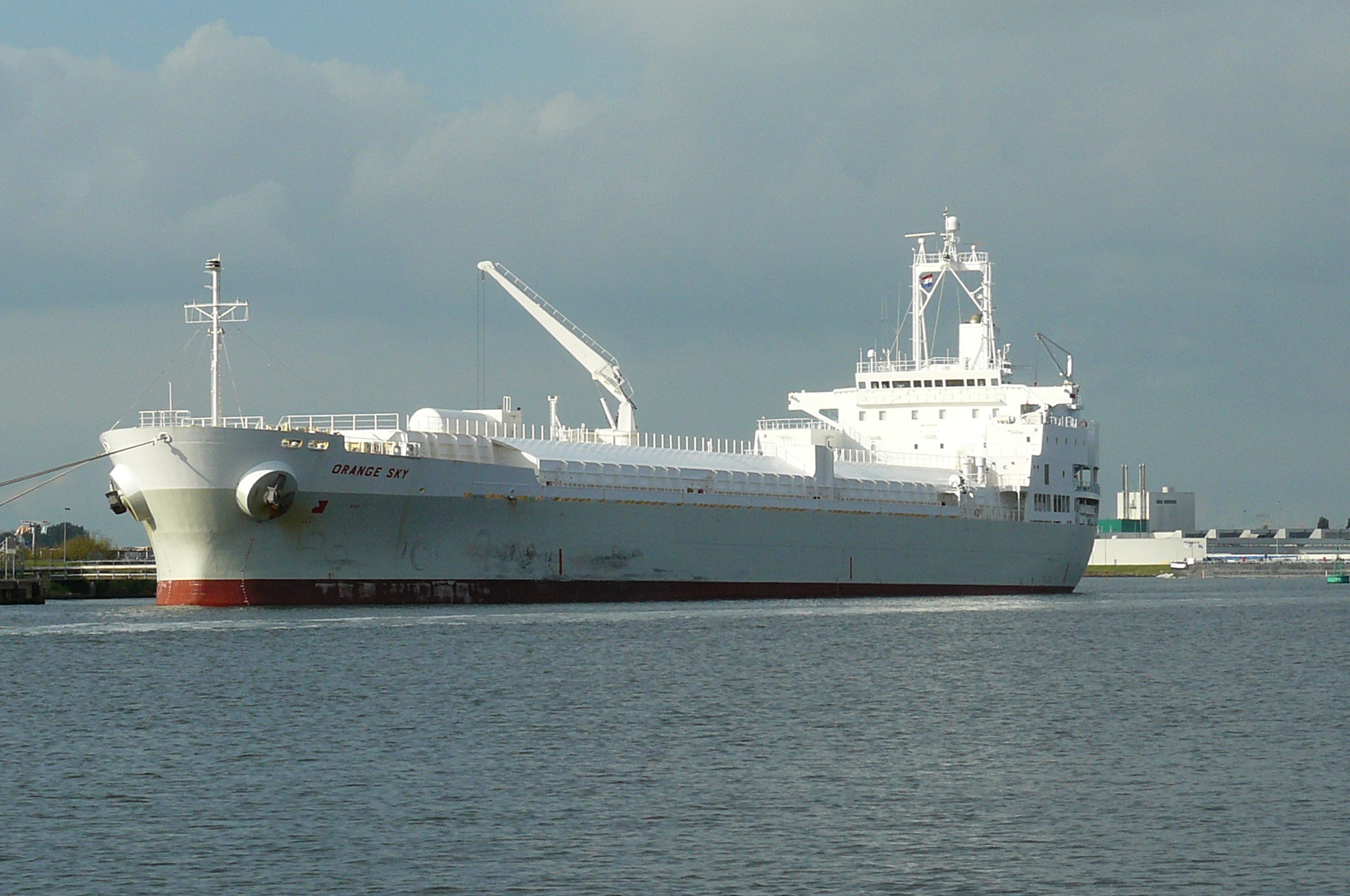
Fruitsapschip Orange Sky in de haven van Amsterdam

Er zijn verschillende soorten tankers:
- Olietankers, deze vervoeren koolwaterstofproducten;
  - Supertankers vervoeren ruwe olie.
  - Productentankers vervoeren producten als benzine, dieselolie en nafta.
- Gastankers, deze vervoeren lpg, lng, en ammoniak.
- Chemicaliëntankers, deze vervoeren chemicaliën, zoals ammoniak, chloor en styreen.
- Fruitsaptankers, deze vervoeren geconcentreerd fruitsap. Na het persen wordt het water uit het sap gehaald en alleen het concentraat wordt met tankers wereldwijd vervoerd.
- Poedertankers, zoals cementtankers, tankers voor vliegas en meel

De grootste tankers, de supertankers, worden voornamelijk gebruikt voor diverse soorten ruwe olie.
Tankschepen voor de binnenvaart worden voor veel meer producten gebruikt, zoals onder andere cement en vloeibare producten voor menselijke consumptie.

## Grootte
In 1954 ontwikkelde Shell het AFRA-systeem, waarbij AFRA staat voor Average Freight Rate Assessment voor belastingredenen. Tankers werden hierbij ingedeeld naar grootte. Shell schakelde om het een onafhankelijk instrument te laten zijn London Tanker Brokers’ Panel (LTBP) in. Deze deelde tankers aanvankelijk in als General Purpose onder de 25.000 dwt, Medium Range voor schepen tussen 25.000 en 45.000 dwt en Large Range voor de voor die tijd reusachtige schepen van meer dan 45.000 dwt. Gedurende de jaren zeventig werden de schepen echter steeds groter en zo werd de lijst uitgebreid, waarbij de tonnages overigens longtons zijn. Vanaf een totaalgewicht van ca. 200.000 ton spreekt men ook wel van een supertanker.
| AFRA-schaal                     | AFRA-schaal                | AFRA-schaal                | Flexibele marktschaal | Flexibele marktschaal      | Flexibele marktschaal      | Flexibele marktschaal | Flexibele marktschaal | Flexibele marktschaal |
| Klasse                          | Typisch min. tonnage (DWT) | Typisch max. tonnage (DWT) | Klasse                | Typisch min. tonnage (DWT) | Typisch max. tonnage (DWT) |                       |                       |                       |
| General Purpose tanker          | 10.000                     | 24.999                     | Productentanker       | 10.000                     | 60.000                     |                       |                       |                       |
| Medium Range tanker             | 25.000                     | 44.999                     | Panamax               | 60.000                     | 80.000                     |                       |                       |                       |
| LR1, Large Range 1              | 45.000                     | 79.999                     | Aframax               | 80.000                     | 120.000                    |                       |                       |                       |
| LR2, Large Range 2              | 80.000                     | 159.999                    | Suezmax               | 120.000                    | 200.000                    |                       |                       |                       |
| VLCC, Very Large Crude Carrier  | 160.000                    | 319.999                    | VLCC                  | 200.000                    | 320.000                    |                       |                       |                       |
| ULCC, Ultra Large Crude Carrier | 320.000                    | 549.999                    | ULCC                  | 320.000                    | 550.000                    |                       |                       |                       |